# マチュア
マチュア (Mature) は、SNKの対戦型格闘ゲーム『ザ・キング・オブ・ファイターズ』シリーズに登場する架空の人物。

## キャラクター設定
格闘大会『キング・オブ・ファイターズ』（以下『KOF』と表記）を開催したルガール・バーンシュタインの秘書として登場したのが最初である。CPU戦を勝ち抜いたプレイヤーを、ルガールが待ち受けるブラックノアへと導く際に姿を現し、そのときの姿は『KOF'94』（以下『'94』と表記）でのルガール出現デモで確認できる。『'94』での彼女の登場グラフィックは1つだけだが、立ち姿や顔の表情等で他にも設定原画が存在する。
なお、秘書としてのスキルは高くバイスとともに秘書検定一級の資格を所持しているとされる。
マチュアは『KOF'95』（以下『'95』と表記）の主人公チームの公式ストーリーで、修行を終えて日本へ戻ってくる草薙京を港で出迎えるためにやってきた二階堂紅丸と大門五郎の2人に襲い掛かった。そのときの彼女は仮面を被っていたため、当初は正体不明であったが、直後に現れた京の攻撃を受けて仮面が剥がれ、形勢が不利と判断したマチュアは顔を晒す。彼女の仕事は『'95』大会の招待状を彼らに渡すことであった。
その正体はオロチ一族にして、オロチ八傑集の1人であり、バイスも同様である。ルガールの秘書をしていたのは、オロチの力を吸収したルガールの監視を行うためでもあった。『'95』で姿を見せるのは日本チームの公式ストーリーのみでゲーム中には登場していないが、オメガ・ルガールの腕の改造にも携わっている。
『'95』でオロチの力の暴走によってルガールが消滅してから、マチュアは古寺で1人瞑想していた八神庵の許にバイスとともに姿を現す。マチュアはバイスとの同時攻撃を庵に仕掛けるが、庵には全て悟られており、自分たちの衣服の肩口を燃やされた。庵は2人を殺そうとするが、バイスが庵に対して「自分たちと組んで格闘大会『キング・オブ・ファイターズ』に出場して欲しい」という話を持ち掛けた。2人の目的は何なのかを庵が聞くと2人は「庵の力になりたい」と話し、色仕掛けとして彼の体に手を回す。庵はこの話を承諾した。2人が自分の目の前から消えると、庵は彼女らが何者なのかを既に見抜いていたようで、「2人が役に立たないと判断したときは自分の生贄となるだけ」と言って高笑いした。一方、女2人は庵の許から去ってから何者かと連絡を取った。こうして、八神庵、マチュア、バイスの3人は「八神」チームを結成して『KOF'96』（以下『'96』と表記）に出場するに至る。
マチュアとバイスの目的は、八神の祖先である八尺瓊一族のオロチの力への憧憬がきっかけで一族がその血を引いている庵の監視であった。『'96』大会の主催者である神楽ちづるの話から、マチュアとバイスはオロチ一族の者であることを庵は確認する。それを知っていてどうしてチームを組んだのかをバイスが庵に聞くと、2人は手駒として利用させてもらっただけと冷静に言い放つ。ほどなくして現れたオロチ四天王の1人であるゲーニッツの姿を見た庵は、これでマチュアとバイスも自分の敵であるという立場を取ろうとする。しかし、既に2人は本来の目的よりも庵自身に興味を抱いており、自分たちはゲーニッツの部下になったつもりはないとして、逆にゲーニッツに歯向かう形となった。
ゲーニッツを倒してから、マチュアたちは庵の様子がおかしいことに気付く。庵は「血の暴走」を引き起こしたのである。理性を失った庵を前にした2人はなすすべも無く体を引き裂かれた。『KOF2000』（以下『2000』と表記）の時点ではマチュアもバイスも生死不明であった。『'97』での庵の公式ストーリーでは、バイスとともに彼の夢枕に現れており、その際には裸で地面を這い回っていた。『'96』のエンディング後の扱いは最終的には「死亡」となっていたが『KOF XIII』（以下『XIII』と表記）ではバイスと共に庵の前に姿を現し、右目に眼帯を装着する様になった。ただし庵からは「亡者」と呼ばれ、地の文でも「命を絶ったはずの女」と表現されている。また、『XIII』では京から「封印が解けた途端に出てきやがった」という旨のセリフを言われ、『KOF XIV』（以下『XIV』と表記）ではザナドゥから「（マチュアとバイスの）復活の経緯に興味がある」という旨の言葉を投げかけられており、死から蘇ったことが示唆されている。
『KOF'98』（以下『'98』と表記）にて、バイスとともに再登場を果たした。『'96』のときと同じく、庵、マチュアとの3人で「八神チーム」を組んでいる。嫌いなものに「神楽家」が加わっているが、これは神楽ちづるのことであり、同作の登場キャラクターへのインタビューでの質問の1つ「誰と組みたくないか」では、苦笑しながら「巫女は苦手」という趣旨の回答をしている。ゲーム中でも同作での援護攻撃に関してのキャラクター同士の相性に反映され、ちづるとの相性は最悪に設定されている。一方で大門五郎やブライアン・バトラーとの相性は良い。
『2000』では庵のアナザーストライカーとして登場する。ジャンプ弱キックを出しつつ飛んできて、着地と同時に「ディーサイド」を仕掛けるというもので、「ディーサイド」で吹き飛んだ相手には追撃が可能。同作でストライカーとして登場する際にはマチュアかバイスのどちらかが現れるという仕様になっており、どちらかが登場するかはランダムで決定される。
『'96』から『KOF2002』（以下『2002』と表記）までは黒を基調とし、胴体部分が白く、裾が足元付近まで伸びた独特の衣装を身に纏う。少しだけ強調された胸元を覗かせ（初登場時の『'96』ではそれほど胸元を晒してはいないが、『'98』にてほんのわずかだが強調されるようになった。バイスも同様）、その下にはショートパンツとストッキングを履いており、戦闘中の彼女の動きで裾が翻って脚をしばしばちらつかせる。
『KOF XII』（以下『XII』と表記）では家庭用の追加キャラクターとして参戦する。黒いスーツを身に纏い、右眼には前述の通り眼帯を装着した姿に変更された。眼帯を付ける理由は『XIII』で「右眼の瞼を丸ごと覆い尽くした蛇模様の痣」を隠すためのものである事が判明した。
2016年にPlayStation 4で発売された『XIV』では眼帯を付けておらず、衣装もマイナーチェンジされた（詳細は後述）。
マチュア（Mature）とは、「円熟した」を意味する英単語だが、これが本名なのか通り名なのかは不明。ちなみに、開発中の名称は「オロチの女　A」。また、『'96』のオープニング絵コンテのマチュア登場コマの内容欄には「シグナ」と記載されており、これも開発中の名称、または、キャラクター名称候補案だった可能性が高い。格闘スタイルは、敏捷な動きと高速の突進技で相手に接近し、手刀で切り刻む闘い方を得意とする。

### 人物
シニヨンに整えた金髪に白皙の肌を持ち、気品と色気と冷艶さを漂わせる美女である（初登場の『'96』での挑発ポーズでは艶めかしい喘ぎ声を発している）。物言いはバイスほど粗野ではないが、言葉の端々に冷徹さや残忍さを感じさせるものが多い。
身長は177cmだが踵の高い靴を履いているため、182cmの庵に匹敵するほどの長身である（これはバイスも同様）。「自分の美貌」「自分の脚」を大切なものに挙げており、自分の体付きや容貌について自信を持っている。また、嫌いなものの「鳩」については、平和の象徴であることが嫌いな理由であることを述べている。
メイン・プランナーによるキャラクター設定でのイメージは「冷血な女」。
好きなタイプはマッチョなタイプ。
『'96』から『2002』までは、上半身は黒いワイシャツの上に白いベスト、下半身は裾に白いラインが入った黒のロングスカートの下に同色のショートパンツとストッキング、そして、脇にファスナーの付いたレースアップヒールシューズを履いている。スカートは一枚の布状のものを腰中央の数個のボタンで留めているだけであり、大きく開いた隙間から足が覗くようになっている。また、両耳にはそれぞれ長さの異なる白い房飾りの付いたピアスを着用している（右耳：長、左耳：短）。
『XII』家庭版と『XIII』では、衣装が上記のように黒いパンツスーツに変更され（ワイシャツの色は白）、ピアスの飾りは白く細長い雫状となり、長短がバイスと逆になっている（右耳：短、左耳：長）。また、エンディングではバイスと揃って目が赤く発光していた。
『XIV』では更に上半身が『2002』以前の衣装のアレンジに変更され、両肩に切れ込みが入り裾がフリル状になった黒いワイシャツの上から白いベストを着用している。また、ピアスは長短が入れ替わり（右耳：長、左耳：短）、材質も青い透明な石に変更された。首には長さの異なる2つのペンダントを重ねて着けている（ペンダントトップはどちらも青い石）。
『CAPCOM VS. SNK』シリーズではマチュア本人は出場していないが、バイスとルガールの対戦前の専用の演出で姿を見せる。
『'98』では対ルガール戦の開始前デモで投げキッスをしながら、やや恭しい敬語で「自分の虜にする」という趣旨の台詞を言い放つ。
当初はルガールの秘書というだけで「ルガールを監視していた」「オロチ八傑集の1人」という設定は、後付けによるものである。
「風に散る花びら」という異名が『Days of Memories2 〜僕の一番大切な君へ〜』にて使用されている。3DCGによるアニメーション作品『THE KING OF FIGHTERS: DESTINY』ではゲーニッツがマチュアに対し、「疾走する残酷な美貌」と呼んでいる（この二つ名は、『'98』以降のマチュアのキャッチコピーでもある）。

## ゲーム上の特徴
マチュアは攻撃力が低いが、多段ヒットする攻撃と敏捷な動き、そして突進技で相手にまとわりつくように動いてダメージを与えていく技が多い。

## 技の解説
MAX2の「ECSTASY816」を除いた必殺技の名前（「メタルマサカー」や「デスロウ」など）は、実在するバンドから採られている。
通常技の名称は「ザ・キング・オブ・ファイターズ'96 公式ガイドブック for SATURN」に記載されている。なお、通常技のグラフィックは地上・空中ふっ飛ばし攻撃を除いてバイスと共通だが、一部バイスとは異なる技名が付けられている。

### 通常技
| 操作           | 立ち（近距離）       | 立ち（遠距離）       | しゃがみ         | 垂直ジャンプ         | 前方ジャンプ         | 後方ジャンプ         |
| -------------- | -------------------- | -------------------- | ---------------- | -------------------- | -------------------- | -------------------- |
| 弱パンチ       | カースキュア         | カースキュア         | ブラッドボウ     | リップクロウ         | リップクロウ         | リップクロウ         |
| 強パンチ       | ネクロマンサー       | キルレイザー         | グラデュエイター | メイガス             | メイガス             | メイガス             |
| 弱キック       | ベロシティ           | バリスティック       | ダークネス       | ブラックエビル       | ブラックエビル       | ブラックエビル       |
| 強キック       | アマゾネス           | ミザリー             | マルデューク     | キルジョイ           | キルジョイ           | キルジョイ           |
| ふっ飛ばし攻撃 | スクリュードライバー | スクリュードライバー | -                | ローリング・スタッブ | ローリング・スタッブ | ローリング・スタッブ |

### 通常投げ・特殊技
デスブロウ
相手を掴んで持ち上げてから、両腕を交差させるように引き裂いて吹き飛ばす。
バックラッシュ
相手を一瞬で背後の地面に引き倒す。
クリマトリー
『'98』にて追加された特殊技で、前蹴りを出す。元々は遠距離立ち弱キック「バリスティック」が特殊技となったもの（このため『'98』の立ち弱キックは相手との距離によって変化はしない）。前蹴りは上げた膝と伸ばした爪先で2ヒットし、弱攻撃から連続でつながるが、必殺技キャンセルは不可能であり、そこで攻めが途切れる。『2002』で削除され、再び遠距離立ち弱キックが復活している。

### 必殺技
デスロウ
腕をすばやく振り上げ、発生させた真空の刃で相手を切り刻む。連続3回入力の技であり、最大で9ヒットする。ヒット効果は通常はのけぞりだが、最後まで食らった相手は吹き飛びダウンする。弱は連続技に組み込むことができず、強は通常技からキャンセルで出すと3度目の攻撃が空振りするようになっている。『'98』では弱強ともに発生が速くなった。前進力が低いために途中で空振りすることもあるが、ADVANCEDモードではこの技を決めることでマチュアのゲージが多く溜まる。
メタルマサカー
地上を滑るように一直線に突進しながら腕を横に振るい、真空の刃で切り刻む。強攻撃から連続でつながる。ヒット効果はのけぞりだが、強い攻撃判定を持ち、技後の隙も小さい。『'98』では突進距離が短縮されたうえに技の隙も増えるなど、弱体化が施された。強攻撃から連続でつながるが、相手との間合いが近過ぎると、技後に反撃を受けるほどの隙ができる。
デスペアー
体を翻らせて低く飛び掛かりつつ手刀で相手を引き裂く。攻撃後は地面に落ちてから起き上がる。弱強の違いは前進力と着地時の隙で、強は弱よりも前へ飛んでいくが、着地時の隙は弱の方が小さい。攻撃判定は強く、先読みになるが、対空迎撃に使うこともできる。ヒット効果はのけぞりだが、空中の相手が食らうと吹き飛びダウンする。『'98』では地上・空中を問わず、ヒット効果は吹き飛びダウンとなった。弱は強攻撃から連続でつながる。しかし、発生が遅くなったうえに隙も増えており、とくに強の場合、ガードされたときの隙がかなり大きい。『2002』のリメイクである『KOF2002 UNLIMITED MATCH』では空中でも出せるようになった。『XII』以降は空中へ飛び掛かるだけの移動技で、手刀攻撃は追加入力で出す仕様になっている。
ディーサイド
腕を前方へすばやく伸ばし、触れた相手を一瞬で後方高く投げ捨てる。弱強の違いはリーチの長さで、強は弱よりも一歩踏み込んで腕を伸ばす。バイスの同じ技よりも発生が遅く、硬直時間も長いため、マチュアの技の中でも使用頻度は少なく、『XII』以降では削除されている。弱は強よりもリーチが短い代わりに隙が小さい。相手と密着してこの技を出すと空振りする点や、技が決まって相手が地面に落ちる前にパワーMAXを発動することでダメージが増える点はバイスと同じ。
『'98』のリメイクである『KOF'98 ULTIMATE MATCH』では弱のみ真上に放り上げるようになり、放り上げられた相手に追撃できるが、地面に落ちるまでこの技のダメージが与えられないのは同じであるため、追撃するとこの技の分のダメージは入らなくなる。
サクラリッジ
『'98』にて追加された技の1つ。放物線を描くように前方へ飛び、錐揉み回転しながら相手を切り刻む。横方向への攻撃判定が強く、着地時の隙が小さい。
エボニーティアーズ
『'98』にて追加された技の1つ。おもむろに両腕を振り下ろし、前方へ巨大な三日月状の衝撃波を放つ飛び道具。ヒット効果は吹き飛びダウン。弱強の違いは衝撃波の飛行速度で、強のほうが速い。攻撃が出るまでに時間がかかるが、弾を飛ばしたあとの隙は小さく、攻撃判定も見た目どおり大きい。

### 超必殺技
ヘブンズゲイト
大きく高笑いしながら体を開いて突進し、食らった相手を画面端まで運んで叩き付け、その際に髑髏が浮かび上がる巨大な気の柱を発生させる。ガードされると長い硬直時間が生じる。技の見た目や性質はルガールの超必殺技「ギガンテックプレッシャー」に近く、『XIV』では同様にMAX版で一端、正面の画面端へと叩きつけてから反転して反対側の画面端にもう一度叩きつける。『'96』では発生が遅い代わりに突進直後までの長い上半身無敵時間を持つ。『'98』では、攻撃判定発生とともに無敵時間が切れる代わりに強攻撃から連続でつながるようになった。
髑髏の浮かぶ柱の色は『'96』および『'98』・『2002』の通常版が灰色、『'96』のMAX版が白色、『'98』・『2002』のMAX版と『XIII』がバイス同様の赤だが、『XIV』では青に変更されている。
ノクターナル ライツ
『'98』にて追加された超必殺技。手刀を連続で横に振るって相手を切り刻み、「エボニーティアーズ」で弾き飛ばす。弱攻撃からつながるほど発生が速いが、相手が空中で食らうと吹き飛びダウンして技が途中で終了し、その分ダメージが減る。ガードされると「エボニーティアーズ」は出さず、一定時間硬直する。全体的に非力なマチュアの技の中でも威力は高く設定されている。
ECSTASY816
『2002』および『NEOWAVE』でのMAX2。相手の位置を捕捉して跳ぶ「デスペアー」で攻撃した後、分身して相手の前後からの乱舞攻撃で切り刻み、最後に投げキッスと同時に爆発を起こして相手を吹き飛ばす。
アウェイキングブラッド
『XIII』でのNEO MAX超必殺技。眼帯をめくり上げ、片眼の痣を光らせた後に姿を消し、画面端上空から蛇のようなオーラを叩きつける。
アイアンメイデン
『XIV』でのCLIMAX超必殺技。開始と同時に真っ赤な口紅を持った状態で「デスロウ」を放ち、「ノクターナル ライツ」の要領で斬り込みつつオーラでできた無数の赤い糸で相手を捕縛。コンパクトの鏡越しに縛られた相手を見ながら口紅を塗り、その後コンパクトのフタを閉じると同時に糸が切れ、相手は大ダメージを受けて吹き飛ばされる。

## キャラクター背景
家庭用『XII』ディレクターの秦泉寺は、同作以前の衣装は、彼女の魅力である脚を強調すると同時に、彼女の独特な動きを際立たせていたと公式ホームページの中で述べている。
秦泉寺は、『XII』でパンツスーツに変更した理由について「より向上した表現力で、指先まで含めた全身の動きや、スーツの細かいシワ・質感により、「闘う秘書さん」を美しく表現しています。」と説明している。

## 他のメディアでのマチュア
真行寺たつやの『'94』のコミカライズ版では名前こそ出ないが、ユキを誘拐して京達を追い詰めるなど、ルガールの愛人的存在として暗躍していた。だが、当時はオロチ関連の設定が無く、その末路もハイデルンたちに捕らえられるというものになっている。また、違う銘柄のワインを持ってきたメイドをルガールが処刑する姿を見て怯えの色を見せる描写があり、この漫画に登場する彼女は原作ゲームほど残忍ではない。
『コミックゲーメスト』に掲載された、若き日のゲーニッツがルガールの右目を奪う際の顛末を描いた『ゲーニッツ外伝 THE KING OF FIGHTERS'96 ミレニアム・ゼロ』（著：天獅子悦也）では、少女時代のマチュアとバイスがゲーニッツによるルガールの空母急襲に帯同している。ゲーニッツはルガールにオロチの力を与える代償として彼の右目を奪い、オロチの力を受け取るための媒介としてマチュアとバイスを彼に仕えさせている。このときのマチュアはウェーブがかった長髪のブロンドヘアをそのまま下ろし、半袖・無地の白いワンピースを黒い腰紐で結んだだけの簡素な装いに身を包み、目の前で銃撃や爆発が起きても特に反応を示さず無表情のままで感情が欠落したかのような少女として描かれている。
夏元雅人の『キング・オブ・ファイターズ京』（覇王マガジン版）では、バイスとともに八神庵を監視するために登場するが、最後まで庵に倒されるようなことはなかった。また、バイスと共に庵のバンド活動に付き合わされるエピソードもあり、京の通う学校の文化祭に向けてサックスの練習をしている。
鷹岬諒の『ザ・キング・オブ・ファイターズG(ギガ)』では、オロチの長より八神庵の監視を命じられ、バイスとともに草薙京や麻宮アテナ、そして、庵を巻き込んだエディットチーム結成に動くなど物語に重要な役割を演じている。バイスと共に物語全般に渡って暗躍するも、最後は血の暴走を起こした庵によって絶命する。ちなみに、1巻の裏表紙では京チームの一員としてマチュアが描かれているほか、2巻の表紙をマチュアとバイスの二人が飾っている。
2010年にアメリカで製作された実写映画版ではバイスとの同性愛を匂わせる設定。衣装はゲームとは違った黒いドレスを着用し、トンファーを使うなど格闘スタイルも変わっている。

## キャスト

### 担当声優
- 辻裕子（以下を除く各種ゲーム作品）
- 佐倉ゆき（実写映画版『ザ・キング・オブ・ファイターズ』日本語吹き替え）
- 筒井敬子（『KOF XIV』）
- 嶋村侑（3DCGアニメ『THE KING OF FIGHTERS:DESTINY』、アプリ『THE KING OF FIGHTERS ALLSTAR』、『KOF XV』）

### 担当俳優
- モニーク・ガンダートン（実写映画版『ザ・キング・オブ・ファイターズ』）

## 関連人物
- 草薙京 - 三種の神器一族の末裔の1人・祓う者、オロチ一族の宿敵。
- 八神庵 - 三種の神器一族の末裔の1人・封ずる者、『KOF'96』『KOF'98』『KOF 2002』『KOF XIII』『KOF XIV』のチームメイト。また、監視の対象[10]であり、興味の対象でもある。
- 神楽ちづる - 三種の神器一族の末裔の1人・護りし者、嫌いな一族の人間、オロチ一族の宿敵。
- 草薙紫舟 - 京の父、オロチ一族の宿敵。
- オロチ - オロチ一族の長。
- ゲーニッツ - オロチ八傑集四天王、上司的存在だが裏切った。
- シェルミー - オロチ八傑集四天王。『'98』の特殊チームエンディングとして、シェルミー・マチュア・バイスの3人チームでクリアすると『女オロチチーム』として1枚絵が表示される。
- バイス - オロチ八傑集、相棒、『KOF'96』『KOF'98』『KOF 2002』『KOF XIII』『KOF XIV』のチームメイト[注 9]。
- ガイデル - オロチ八傑集の意思のみ受け継いだ者。
- レオナ・ハイデルン - オロチ八傑集の力を受け継いだ者。『XIII』の特殊チームエンディングとして、レオナ・マチュア・バイスの3人チームでクリアすると『女オロチチーム』として1枚絵が表示される。
- 山崎竜二 - オロチ八傑集だが『餓狼伝説』の客演キャラクター。『'98UM』の特殊チームエンディングとして、山崎・マチュア・バイスの3人チームでクリアすると『GROWN ARMS TEAM』として1枚絵が表示される。
- ルガール・バーンシュタイン - 監視のために秘書として近づいた相手、敵視[注 10]。『'98』の特殊チームエンディングとして、ルガール・マチュア・バイスの3人チームでクリアすると『ルガールチーム』として1枚絵が表示される。
- 斎祀 - 遥けし彼の地より出ずる者の長、敵対関係[注 11]。
- キング - 誕生日が同じ4月8日の『龍虎の拳』の客演キャラクター。『'98』の特殊チームエンディングとして、キング・真吾・マチュアの3人チームでクリアすると『4月8日チーム』として1枚絵が表示される。
- 矢吹真吾 - 誕生日が同じ4月8日の京の後輩。『'98』の特殊チームエンディングとして、キング・真吾・マチュアの3人チームでクリアすると『4月8日チーム』として1枚絵が表示される。
- ヴァネッサ - 年齢が近い女性エージェント。『2002UM』の特殊チームエンディングとして、ヴァネッサ・マチュア・バイスの3人チームでクリアすると『大人の女性チーム』として1枚絵が表示される。